# بوکووانی (ناحیه سوکولوف)
بوکووانی (به چکی: Bukovany) یک منطقهٔ مسکونی در جمهوری چک است که در ناحیه سوکولوو واقع شده‌است. بوکووانی ۳۰۹ کیلومتر مربع مساحت و ۱٬۶۸۰ نفر جمعیت دارد و ۴۴۰ متر بالاتر از سطح دریا واقع شده‌است.